# FC 에인트호번
FC 에인트호번(FC Eindhoven)은 1909년 11월 16일에 창단된 네덜란드 에인트호번의 축구 클럽으로, 현재 에이르스터 디비시에서 활동하고 있다.

## 성적
- 에레디비시 우승

우승 (1): 1954
- KNVB 컵 우승

우승 (1): 1937

## 선수 명단

### 현역
참고: FIFA 자격 규정에 따라 소속된 국가대표팀 국기를 표시합니다. 선수는 복수의 FIFA 비회원국 국적을 가지고 있을 수 있습니다.
| 번호 | 포지션 | 국적 | 이름            |
| ---- | ------ | ---- | --------------- |
| 5    | MF     |      | 마르텐 스베르츠 |
| 26   | GK     |      | 요른 브론딜     |

| 번호 | 포지션 | 국적 | 이름        |
| ---- | ------ | ---- | ----------- |
| 99   | DF     |      | 티보 퍼사인 |

## 역대 감독
| 감독              | 임기        |
| ----------------- | ----------- |
| 요스 다르던       | 2000 ~ 2001 |
| 헤랄트 파넨뷔르흐 | 2008        |
| 리카르도 모니츠   | 2016 ~ 2017 |